# Історія комп'ютерної анімації
Історія комп'ютерної анімації бере свій початок в 1940—1950 роках, коли дослідники почали експериментувати в області комп'ютерної графіки, найбільш значним був внесок Джона Вітні. Але справжній розквіт відбувся у 60-х роках завдяки поширенню комп'ютерів. Спочатку комп'ютерна графіка використовувалася здебільшого для наукових, інженерних та інших науково-дослідницьких цілей, трохи згодом, у середині 1960-х років почалися мистецькі експерименти. Вже на середину 70-х років багато з напрацювань почали застосовувати у засобах масової інформації. Більшість комп'ютерної графіки, яка використовувалась у цей час, була 2-вимірною. Проте зі зростанням потужності комп'ютерів, зростав реалізм 3D-анімації. Наприкінці 1980-х фотореалістичне 3D почало з'являтися в кіно, а до середини 1990-х розвинулося до такої міри, що 3D-анімацію можна було використовувати для створення повноцінних художніх фільмів.

## Першопроходці 1940-х— середини 1960-х років

### Джон Вітні
Джон Вітні (1917—1995) американський аніматор, композитор і винахідник, вважається одним з батьків комп'ютерної анімації. У 40-х і 50-х роках разом зі своїм братом Джеймсом створив серію експериментальних фільмів, знятих за допомогою спеціально виготовленого пристрою на основі старих аналогових протиповітряних комп'ютерів (Kerrison Predictor), з'єднаних сервомеханізмами для керування рухом джерел світла та освітлених предметів — це перший приклад зйомки з контролем руху. Однією з найвідоміших робіт Вітні цього раннього періоду стала анімаційна заставка до фільму Альфреда Хічкока «Запаморочення», над якою він працював разом із графічним дизайнером Солом Бассом. У 1960 році Вітні заснував свою компанію Motion Graphics Inc, яка в значній мірі була зосереджена на виробництві титрів для кіно і телебачення, водночас продовжуючи експериментальну роботу. У 1968 році його новаторська техніка управління рухом камери була використана у фільмі Стенлі Кубрика «Космічна одіссея» 2001 року, а також для методу фотозйомки slit-scan, яка використовується у фіналі фільму «Зоряні ворота». Джон Вітні помер в 1995 році.

### Перше цифрове зображення
Одним з перших програмованих цифрових комп'ютерів був SEAC (the Standards Eastern Automatic Computer), який був введений в експлуатацію в 1950 році в Національний інститут стандартів і технологій (NBS) в штат Меріленд, США. У 1957 році першопроходці комп'ютерних технологій Рассел Кірш та його команда представили барабанний сканер для SEAC, щоб «відстежити зміни інтенсивності на поверхні фотографій», і таким чином створили перше цифрове зображення, скануючи фотографію. Зображення тримісячного сина Кірша складалося лише з 176×176 пікселів. Вони використовували комп'ютер для вилучення лінійних малюнків, підрахунку об'єктів, розпізнавання типів символів і виведення цифрових зображень на екран осцилографа. Цей прорив можна розглядати як попередника всіх наступних комп'ютерних зображень, і визнаючи важливість цієї першої цифрової фотографії, журнал «Лайф» у 2003 році зарахував це зображення до «100 фотографій, що змінили світ».
З кінця 1950-х — початку 1960-х років цифрові комп'ютери мейнфреймів ставали звичним явищем у великих організаціях та університетах, і дедалі частіше їх оснащували графічними пристроями для побудови графічних зображень і виведення на екран. Отже, почало відкриватися нове поле для експериментів.

### Перший комп'ютерний фільм
У 1960 році в Шведському Королівському технологічному інституті на комп'ютері BESK було створено 49-секундну векторну анімацію автомобіля, який їде по шосе. Консалтингова фірма Nordisk ADB, яка була розробником програмного забезпечення для Шведського королівського агентства дорожнього та водного будівництва, зрозуміла, що у них є всі координати для того, щоб намалювати перспективу з місця водія для автомагістралі зі Стокгольма в напрямку Накка. Перед спеціально розробленим цифровим осцилографом з роздільною здатністю близько 1 мегапікселя на спеціально виготовленій підставці була встановлена 35-міліметрова камера з подовженим магазином. Камера автоматично керувалася комп'ютером, який надсилав сигнал на камеру, коли на осцилограф подавалося нове зображення. Знімок робився через кожні двадцять метрів (ярдів) віртуального шляху. Результатом цього стала вигадана подорож віртуальним шосе зі швидкістю 110 км/год (70 миль/год). Короткометражна анімація була показана 9 листопада 1961 року в прайм-тайм у національній телевізійній програмі новин Aktuellt.

### Лабораторії Белла
Лабораторія Bell Labs у Мюррей-Гілл, штат Нью-Джерсі, була провідним дослідником комп'ютерної графіки, комп'ютерної анімації та електронної музики від зародження своєї діяльності на початку 1960-х роках. Першочергово дослідників цікавило, що може зробити комп'ютер, але результати візуальних робіт, створених комп'ютером у цей період, зробили таких людей, як Едвард Заджак, Майкл Нолл і Кен Ноултон, першопроходцями комп'ютерних мистецтв.
Едвард Заджак створив один з перших комп'ютерних фільмів у Bell Labs у 1963 році під назвою Двогіроскопічна система керування курсом за градієнтом сили тяжіння, який продемонстрував, що супутник можна стабілізувати так, щоб його сторона завжди була обернена до Землі під час руху по орбіті.
Кен Ноултон розробив систему анімації Beflix (Bell Flicks) у 1963 році, яка була використана для створення десятків художніх фільмів художників Стен ВанДербік, Ноултона і Ліліан Шварц. Замість сирого програмування, Beflix працював з використанням простих «графічних примітивів», таких як намалювати лінію, скопіювати область, заповнити область, збільшити область тощо.
У 1965 році Майкл Нолл створив стереографічні 3D-фільми, згенеровані комп'ютером, включаючи балет дерев'яних фігур, що рухалися на сцені. Деякі фільми також показували чотиривимірні гіпероб'єкти, спроектовані на тривимірні. Приблизно в 1967 році Нолл використав техніку 4D-анімації для створення комп'ютерних анімаційних титрів для комерційного короткометражного фільму Неймовірна машина (виробництва Bell Labs) та телевізійної спеціальної програми Непояснене (виробництва Волта Де Фарія). В цей час також було розпочато багато проєктів в інших галузях.

### Боїнг-Вічіта
У 1960-х роках Вільям Феттер був графічним дизайнером Боїнг у Вічіті, йому приписують вигадування фрази «Комп'ютерна графіка» для опису того, чим він займався в Боїнгу в той час (хоча сам Феттер приписував це колезі Верну Хадсону). Робота Феттера у 1964 році включала розробку ергономічних описів людського тіла, які є одночасно точними і пристосованими до різних середовищ, і призвела до появи перших 3D анімованих «каркасних моделей» фігур. Такі людські фігури стали одними з найбільш знакових образів ранньої історії комп'ютерної графіки, і їх часто називали «Людиною Боїнга». Феттер помер у 2002 році.

### Айвен Сазерленд
Айвена Сазерленда багато хто вважає творцем інтерактивної комп'ютерної графіки та засновником інтернету. Він працював у Лабораторії Лінкольна в MIT (Массачусетський технологічний інститут) у 1962 році, де розробив програму під назвою Sketchpad I, яка дозволяла користувачеві безпосередньо взаємодіяти із зображенням на екрані. Це був перший графічний інтерфейс користувача, який вважається однією з найвпливовіших комп'ютерних програм, коли-небудь написаних окремою людиною.

## Середина 1960-х до середини 1970-х

### Університет штату Юта
Юта був головним центром комп'ютерної анімації в цей період. Факультет комп'ютерних наук був заснований Девідом Евансом у 1965 році, і багато базових методів тривимірної комп'ютерної графіки були розроблені тут на початку 1970-х років за фінансуванням ARPA (Агентство перспективних дослідницьких проектів). Результати досліджень включали затінення по Гуро, Фонга та Блінга, відображення текстур, алгоритми прихованої поверхні, криволінійне розбиття поверхні, апаратне забезпечення для малювання ліній у реальному часі та відображення растрових зображень, а також ранні роботи з віртуальною реальністю. За словами Роберта Рівліна у його книзі 1986 року The Algorithmic Image: Graphic Visions of the Computer Age: «майже кожна впливова людина в сучасній спільноті комп'ютерної графіки або пройшла через Університет Юти, або контактувала з ним якимось чином».

### Evans & Sutherland
У 1968 році  Айвен Сазерленд об'єднався з Девідом Евансом, щоб заснувати компанію Evans & Sutherland — обидва були професорами кафедри інформатики в Університеті Юти, і компанія була створена для виробництва нового обладнання, призначеного для запуску систем, що розроблялися в університеті. Багато таких алгоритмів пізніше призвели до створення значної апаратної реалізації, включаючи геометричні конвеєри, налобний дисплей, буфер кадру та симулятор польоту. Більшість співробітників були діючими або колишніми студентами, серед них Джим Кларк, який заснував Silicon Graphics у 1981 році, Едвін Кетмелл, співзасновник Pixar у 1979 році, і Джон Варнок з Adobe Systems у 1982 році.

### Перший комп'ютерний анімаційний персонаж— Микола Константінов
У 1968 році група радянських фізиків і математиків на чолі з М. Константиновим створила математичну модель руху кота. На комп'ютері ВЕЛМ-4 вони розробили програму для розв'язання звичайних диференціальних рівнянь для цієї моделі. Комп'ютер надрукував на папері сотні кадрів з використанням символів алфавіту, які потім були впорядковані у послідовність кадрів, створивши першу комп'ютерну анімацію персонажа — кота, що йде.

### Штат Огайо
Чарльз Чурі, художник з університету штату Огайо (OSU), почав експериментувати із застосуванням комп'ютерної графіки в мистецтві в 1963 році. Його зусилля призвели до створення відомої дослідницької лабораторії комп'ютерної графіки, яка отримала фінансування від Національного наукового фонду та інших державних і приватних установ. Робота в OSU оберталася навколо мов анімації, складних середовищ моделювання, інтерфейсів, орієнтованих на користувача, описів руху людини та істот, а також інших областей, що становлять інтерес для дисципліни.

### Кібернетична випадковість
У липні 1968 року мистецький журнал Studio International опублікував спеціальний випуск під назвою Кібернетична випадковість, який каталогізував вичерпну колекцію предметів і прикладів робіт, що використовувалися в галузі комп'ютерного мистецтва в організаціях по всьому світу, і були показані на виставках у Лондоні, Великії Британії, Сан-Франциско, Каліфорнії та Вашингтоні, округ Колумбія. Це стало важливою віхою в розвитку медіа, і багато хто вважав, що воно мало широкий вплив і натхнення. Окрім усіх вищезгаданих прикладів, два інших особливо відомих знакових зображення з цієї теми включають «Хаос до порядку» Чарльза Чурі (часто згадуваного як «Колібрі»), створеного в Університеті штату Огайо в 1967 році, та Running Cola is Africa Масао Комура та Кодзі Фудзіно, створені в Computer Technique Group, Японія, також у 1967 р.

### Scanimate
Першою машиною, яка привернула широку увагу громадськості до засобів масової інформації, була Scanimate, аналогова система комп'ютерної анімації, розроблена і побудована Лі Гаррісоном з Computer Image Corporation в Денвері. Приблизно з 1969 року системи Scanimate використовувалися для створення більшої частини відеоанімації, яку можна було побачити на телебаченні в рекламних роликах, титрах шоу та іншій графіці. Вони могли створювати анімацію в реальному часі, що було великою перевагою над тогочасними цифровими системами.

### Національна кінокомісія Канади
Національна кінокомісія Канади, що вже була світовим центром анімаційного мистецтва, також почала експериментувати з комп'ютерними технологіями у 1969 р. Найвідомішим з перших першопрохідців у цій галузі був художник Пітер Фолдс, який завершив роботу над фільмом Метадані у 1971 році. Цей фільм складався з малюнків, анімованих шляхом поступового переходу від одного зображення до іншого, техніка, відома як «інтерполяція» (також відома як «накладання» або «морфінг»), яка також фігурувала в ряді більш ранніх прикладів мистецтва протягом 1960-х. У 1973 році Фолдс завершив роботу над фільмом Голод, який став одним з перших фільмів, що демонстрував суцільнозаповнений (растрово розгорнутий) рендеринг, і був удостоєний Призу Журі в категорії короткометражних фільмів на Каннський кінофестиваль 1974, а також номінації на премію «Оскар».

### Комп'ютерна лабораторія Атлас та «Витівки»
Комп'ютерна лабораторія Atlas Computer Laboratory поблизу Оксфорда протягом багатьох років була головним центром комп'ютерної анімації у Великій Британії. Першим розважальним мультфільмом став The Flexipede Тоні Прітчетта, який вперше був показаний публічно на виставці Кібернетична випадковість в 1968 році. Художник Колін Емметт та аніматор Алан Кітчінг вперше розробили суцільну заливку кольорів у 1972 році, зокрема, для титульної анімації для телепрограми BBC The Burke Special.
У 1973 році Кітчинг розробив програмне забезпечення під назвою «Antics», яке дозволило користувачам створювати анімацію без необхідності програмувати. Пакет в цілому базувався на звичайних «cel» (целулоїдних) техніках, але з широким спектром інструментів, включаючи камерні та графічні ефекти, інтерполяцію (накладання/трансформування), використання скелетних фігур та накладання сітки. Будь-яку кількість малюнків чи комірок можна було анімувати одночасно, «хореографуючи» їх безмежними способами, використовуючи різні типи «рухів». На той час був доступний лише чорно-білий друк на плоттері, але «Antics» змогла створити повнокольоровий друк, використовуючи Technicolor трисмугового процесу. Звідси й назва Antics була вигадана як акронім від «AN» — «ANimated T» — «Technicolor» — «I» — «I» — «C» — «Computer» — «System». Antics був використаний для багатьох анімаційних робіт, включаючи перший повний документальний фільм Finite Elements, зроблений для самої лабораторії Atlas у 1975 р.
Приблизно з початку 1970-х років основний акцент у розвитку комп'ютерної анімації робився на збільшенні реалістичності тривимірних зображень та на ефектах, призначених для використання у художніх фільмах.

### Перша цифрова анімація у художньому фільмі
Першим художнім фільмом, що використав цифрову обробку зображень, став фільм 1973 року Дикий Захід — науково-фантастичний фільм, написаний і знятий письменником Майклом Крайтоном, в якому людиноподібні роботи живуть серед людей. Джон Вітні-молодший та Гері Демос з Information International, Inc. цифрово обробили кінематографічну фотографію, щоб вона виглядала пікселізованою для зображення точки зору андроїда Gunslinger. Кінематографічний блочний портрет було створено за допомогою трисмугового процесу Техніколор для кольороподілу кожного кадру вихідних зображень, потім їх сканування для перетворення на прямокутні блоки відповідно до значень тонів і, нарешті, виведення результату назад на плівку. Процес був описаний у статті «За лаштунками Західного світу» в журналі American Cinematographer.

### SIGGRAPH
Сем Матса, чий досвід у графіці розпочався з проекту APT в MIT разом з Дагом Россом та Енді Ван Дамом, подав петицію до Асоціація обчислювальної техніки (ACM) про створення SICGRAPH (Special Interest Committee on Computer Graphics), попередника ACM SIGGRAPH у 1967 році. У 1974 році відкрилася перша конференція SIGGRAPH з комп'ютерної графіки. Ця щорічна конференція незабаром стала домінуючим місцем для представлення інновацій у цій галузі.

## Середина 1970-х до 1980-х років

### Ранні 3D-анімації в кіно
Перше використання тривимірних каркасних зображень у масовому кінематографі відбулося у продовженні фільму «Дикий Захід», Futureworld (1976), режисером якого був Річард Т. Хеффрон. У фільмі були використані комп'ютерні руки та обличчя, створені тодішніми аспірантами Університету Юти: Едвіном Кетмеллом та Фредом Парке, які спочатку з'явилися в їхній експериментальній короткометражці 1972 року «Комп'ютерна анімація рук». У цьому ж фільмі також були використані фрагменти експериментальної короткометражки 1974 року Обличчя і частини тіла. Оскароносний короткометражний анімаційний фільм 1975 року Great, що розповідає про життя вікторіанського інженера Ісамбарда Кіндома Брунеля, містить коротку послідовність обертової каркасної моделі фінального проекту Брюнеля — залізного пароплава SS Great Eastern.
Третім фільмом, у якому було використано цю технологію, стали Зоряні війни: Нова надія (1977), сценариста і режисера Джорджа Лукаса, у якому каркасні зображення були використані у сценах з планами Зірки Смерті, комп'ютерами наведення винищувачів X-крило та космічним кораблем Тисячолітній сокіл.
У фільмі Walt Disney Чорна діра (1979, режисер Гері Нельсон) використовувався каркасний рендеринг для зображення титульної чорної діри за допомогою обладнання інженерів Діснея. Того ж року у науково-фантастичному фільмі жахів Чужий режисера Рідлі Скотта також використали каркасну графіку, цього разу для візуалізації навігаційних моніторів у космічному кораблі. Відзнятий матеріал був створений Коліном Емметом у комп'ютерній лабораторії Atlas.

### Нельсон Макс
Хоча Ліверморська національна лабораторія у Каліфорнії переважно відома як центр наукових досліджень високого рівня, вона продовжувала виробляти значні досягнення в галузі комп'ютерної анімації протягом усього цього періоду. Зокрема, Нельсон Макс, який приєднався до лабораторії в 1971 році, і чий фільм 1976 року Вивертання сфери навиворіт вважається одним з класичних ранніх фільмів у цьому середовищі (Міжнародне кінобюро, Чикаго, 1976). Він також створив серію «реалістичних на вигляд» анімацій молекулярних моделей, які слугували для демонстрації майбутньої ролі CGI (Комп'ютерно-створені зображення) у науковій візуалізації. Його наукові інтереси були зосереджені на реалістичності зображень природи, молекулярній графіці, комп'ютерній анімації та 3D науковій візуалізації. Пізніше він працював директором комп'ютерної графіки для павільйонів Fujitsu на Експо 85 і 90 в Японії..

### Нью-Йоркський технологічний інститут
У 1974 році Алекс Шуре, багатий нью-йоркський підприємець, заснував Лабораторію комп'ютерної графіки (CGL) у Нью-Йоркському технологічному інституті (NYIT). Він створив найсучаснішу на той час студію, оснащену найсучаснішими комп'ютерами, кіно- та графічним обладнанням, і найняв найкращих експертів у галузі технологій та художників, щоб керувати нею — Едвін Кетмелл, Малкольм Бланшард, Фред Парк та інші, всі зі штату Юта, а також інші з усієї країни, включаючи Ральф Гуггенхайм, Елві Рей Сміт та Ед Емшвіллер. Наприкінці 1970-х років співробітники зробили численні інноваційні внески в техніку візуалізації зображень і створили багато впливового програмного забезпечення, в тому числі анімаційну програму Tween, програму для малювання Paint і програму для анімації SoftCel. Кілька відеороликів з NYIT стали досить відомими: Сонячний камінь Еда Емшвіллера, Всередині кварка Неда Гріна та Твори. Останній, написаний Ленсом Вільямсом, був розпочатий у 1978 році і мав стати першим повнометражним CGI-фільмом, але так і не був завершений, хоча трейлер до нього був показаний на SIGGRAPH 1982. У ці роки багато людей вважали лабораторію комп'ютерної графіки NYIT провідною групою з досліджень і розробок комп'ютерної анімації у світі.
Якість роботи NYIT привернула увагу Джорджа Лукаса, який був зацікавлений у розробці CGI для створення спецефектів у своїй компанії Lucasfilm. У 1979 році він найняв найкращі таланти з NYIT, включаючи Кетмулла, Сміта і Гуггенхайма, щоб заснувати свій підрозділ, який пізніше виділився в Pixar, засновану в 1986 році за фінансування співзасновника Apple Inc Стіва Джобса.

### Кадровий буфер
Буфер кадру або сховище кадрів — це графічний екран, сконфігурований з пам'яттю буфера, що містить дані для повного зображення на екрані. Зазвичай це прямокутний масив (растр) з пікселів, а кількість пікселів у ширину і висоту є його «роздільною здатністю». Значення кольорів, що зберігаються у пікселях, можуть бути від 1-бітових (монохромні) до 24-бітових (істинний колір, по 8 біт для RGB — червоного, зеленого та синього), або 32-бітових, з додатковими 8 бітами, що використовуються як маска прозорості (альфа-канал). До появи кадрового буфера всі графічні дисплеї були векторними, що відображали прямі лінії від однієї координати до іншої. У 1948 році в комп'ютері Manchester Baby використовувалася трубка Вільямса, де 1-розрядний дисплей був також і пам'яттю. Ранній (можливо, перший відомий) приклад кадрового буфера був розроблений у 1969 році А. Майклом Ноллом у Bell Labs. Ця рання система мала лише 2 біти, що давало їй 4 рівні сірої шкали. Пізніший дизайн мав колір, використовуючи більше бітів. Лорі Шпігель реалізував просту програму малювання в Bell Labs, щоб дозволити користувачам «малювати» безпосередньо на буфері кадрів.
Розвиток інтегральних мікросхем MOS-пам'яті (металооксидно-напівпровідникової пам'яті), зокрема мікросхем DRAM (динамічної пам'яті з довільним доступом) високої щільності з об'ємом пам'яті не менше 1 кб, зробив практичним створення цифрової системи пам'яті з кадровими буферами, здатними зберігати відеозображення стандартної роздільної здатності (SD).
Це призвело до розробки системи SuperPaint Richard Shoup у Xerox PARC протягом 1972—1973 років. Вона використовувала кадровий буфер, що відображав 640×480 пікселів (стандартна роздільна здатність відео NTSC) з восьмибітною глибиною (256 кольорів). Програма SuperPaint містила всі основні елементи більш пізніх графічних пакетів, дозволяючи користувачеві малювати і змінювати пікселі, використовуючи палітру інструментів і ефектів, що зробило її першим повноцінним комп'ютерним програмно-апаратним рішенням для малювання і редагування зображень. Шоп також експериментував з модифікацією вихідного сигналу за допомогою кольорових таблиць, щоб дозволити системі створювати ширшу палітру кольорів, ніж обмежений 8-бітовий діапазон, який вона містила. Пізніше ця схема стане звичним явищем у комп'ютерних буферах кадру. Кадровий буфер SuperPaint також можна було використовувати для захоплення вхідних зображень з відео..
Перший комерційний кадровий буфер був виготовлений у 1974 році компанією Evans & Sutherland. Він коштував близько 15 000 доларів, з роздільною здатністю 512 на 512 пікселів у 8-бітному відтінку сірого, і добре продавався дослідникам графіки, які не мали ресурсів для створення власного кадрового буфера. Трохи пізніше NYIT створила перший повнокольоровий 24-розрядний RGB кадровий буфер, використавши три буфери кадру Evans & Sutherland, з'єднані разом як один пристрій за допомогою міні-комп'ютера. Багато з «першовідкриттів», що сталися в NYIT, були засновані на розробці цієї першої системи растрової графіки..
У 1975 році британська компанія Quantel, заснована 1973 року Пітером Майклом, випустила перший комерційний повнокольоровий кадровий буфер для мовлення, Quantel DFS 3000. Вперше він був використаний у телевізійному висвітленні 1976 Олімпійських ігор в Монреалі для створення вставки картинка в картинці олімпійського вогняного факела, в той час як інша частина зображення показувала бігуна, що заходить на стадіон. Технологія кадрового буферу стала наріжним каменем для майбутнього розвитку цифрових телевізійних продуктів.
Наприкінці 1970-х років стало можливим для персональних комп'ютерів (таких як Apple II) містити низькоколірні буфери кадрів. Однак лише у 1980-х роках відбулася справжня революція в цій галузі, і кадрові буфери, здатні утримувати стандартне відеозображення, були інтегровані в автономні робочі станції. До 1990-х років буфери кадру стали стандартом для всіх персональних комп'ютерів.

### Фрактали
У цей час великий крок вперед до мети підвищення реалістичності 3D-анімації був зроблений з розробкою «фракталів». Цей термін був введений в 1975 році математиком Бенуа Мандельбротом, який використав його для поширення теоретичної концепції дробових вимірів на геометричні закономірності в природі, і опублікував в англійському перекладі своєї книги Fractals: Form, Chance and Dimension у 1977 р.
У 1979-80 роках перший фільм з використанням фракталів для створення графіки зняв Лорен Карпентер з компанії Боїнг. Під назвою Vol Libre він показував політ над фрактальним ландшафтом і був представлений на SIGGRAPH 1980. Згодом Карпентер був найнятий компанією Pixar для створення фрактальної планети в епізоді «Ефект генезису» Зоряний шлях 2: Гнів Хана у червні 1982 року..

### JPL та Джим Блінн
Боб Гольцман з Лабораторії реактивного руху НАСА в Каліфорнії заснував Лабораторію реактивного руху (JPL) у 1977 році як групу з технологічним досвідом у візуалізації даних, що повертаються з місій НАСА. За порадою Айвена Сазерленда Гольцман найняв аспіранта зі штату Юта на ім'я Джим Блінн. Він працював з методами візуалізації в Юті і розробив їх у систему для завдань візуалізації NASA. Він створив серію широко відомих симуляцій «прольоту», включаючи Voyager, Pioneer і Galileo, які пролітали повз Юпітер, Сатурн та їхні супутники. Він також працював з Карлом Саганом, створюючи анімацію для його телесеріалу Космос: персональна подорож. Блінн розробив багато впливових нових методів моделювання і писав про них статті для IEEE (Інституту інженерів з електротехніки та електроніки) в їхньому журналі Computer Graphics and Applications. Деякі з них включали мапування навколишнього середовища, покращене моделювання підсвічування, «згусткове» моделювання, моделювання зморшкуватих поверхонь, а також моделювання недопалків і запилених поверхонь.
Пізніше у 1980-х роках Блінн розробив комп'ютерну анімацію для телесеріалу Annenberg/CPB,  Механічний всесвіт, який складався з понад 500 сцен для 52 півгодинних програм, що описували фізико-математичні концепції для студентів коледжів. Після цього він створив ще один серіал, присвячений математичним поняттям, під назвою Проєкт математика!.

### Контроль руху зйомки
Контроль руху зйомки — це техніка, яка використовує комп'ютер для запису (або визначення) точного руху кінокамери під час зйомки, щоб цей рух можна було точно продублювати знову, або ж на іншому комп'ютері та поєднати з рухом інших джерел, таких як елементи CGI. Ранні форми керування рухом сягають роботи Джона Вітні 1968 року над Космічною одіссеєю 2001 року та ефектами у фільмі 1977 року Зоряні війни: Нова надія, який створила нова компанія Джорджа Лукаса — Industrial Light & Magic у Каліфорнії (ILM). ILM створила камеру з цифровим керуванням, відому як Дикстрафлекс, яка виконувала складні та повторювані рухи навколо стаціонарних моделей космічних кораблів, що дозволяло більш точно координувати окремо зняті елементи (космічні кораблі, тло тощо) один з одним. Однак жоден з них не був насправді комп'ютерним — Дикстрафлекс був, по суті, виготовленою на замовлення дротовою колекцією ручок і перемикачів. Перша комерційна комп'ютерна система керування рухом і CGI була розроблена в 1981 році у Великій Британії дизайнером Moving Picture Company Біллом Мазером.

### Програмне забезпечення для тривимірної комп'ютерної графіки
Програмне забезпечення для тривимірної комп'ютерної графіки почало з'являтися для домашній комп'ютерів наприкінці 1970-х років. Найпершим відомим прикладом є 3D Art Graphics, набір ефектів тривимірної комп'ютерної графіки, написаний Казумасою Мітазавою і випущений у червні 1978 року для Apple II.

## 80-ті роки
У 80-х роках з'явилося багато радикально нових розробок у комерційному апаратному забезпеченні, зокрема, технології кадрової буферізації у графічних робочих станціях, що було пов'язано з постійним зростанням потужності комп'ютерів та їхньої доступності.

### Silicon Graphics, Inc (SGI)
Компанія Silicon Graphics (SGI) була виробником високопродуктивного комп'ютерного обладнання та програмного забезпечення, заснована в 1981 році Джеймсом Х. Кларком. Його ідея, що отримала назву Геометричний конвеєр, полягала у створенні серії компонентів у VLSI процесорі, які б виконували основні операції, необхідні для синтезу зображень — матричні перетворення, відсікання та операції масштабування, які забезпечували трансформацію для перегляду простору. Кларк спробував продати свій дизайн комп'ютерним компаніям, але не знайшовши бажаючих, він і його колеги зі Стенфордського університету, Каліфорнія, заснували власну компанію Silicon Graphics.
Першим продуктом SGI (1984) був IRIS (Інтегрована система растрових зображень). Вона використовувала процесор M68000 з тактовою частотою 8 МГц і пам'яттю до 2 Мб, спеціальний кадровий буфер 1024×1024 і геометричний рушій, щоб надати робочій станції вражаючу потужність генерування зображень. Початковим ринком збуту були термінали відображення 3D-графіки, але продукти, стратегії та ринкові позиції SGI з часом значно еволюціонували, і протягом багатьох років були улюбленим вибором для компаній CGI в кіно, телебаченні та інших галузях.

### Quantel
У 1981 році Quantel випустила "Paintbox", першу готову систему мовної якості, призначену для створення та компонування телевізійного відео та графіки. Її дизайн підкреслював ефективність студійного робочого процесу, необхідного для виробництва новин у прямому ефірі. По суті, це був кадровий буфер, укомплектований з інноваційним користувацьким програмним забезпеченням, який швидко знайшов застосування в новинах, прогнозах погоди, промороликах радіостанцій, рекламних роликах, тощо. Хоча це був, по суті, інструмент для створення нерухомих зображень, його також іноді використовували для покадрової анімації. Після свого першого запуску він здійснив революцію у виробництві телевізійної графіки, і деякі Paintbox все ще використовуються сьогодні завдяки своїй якості зображення та універсальності.
У 1982 році з'явився Quantel Mirage, або DVM8000/1 «Цифровий відеоманіпулятор», цифровий процесор відеоефектів у реальному часі. Він базувався на власному обладнанні Quantel, а також на комп'ютері Hewlett-Packard для спеціальних програмних ефектів. Він був здатний деформувати живий відеопотік, текстуруючи його на довільну тривимірну форму, навколо якої глядач міг вільно обертати або масштабувати в реальному часі. Він також міг інтерполювати, або морфувати, між двома різними формами. Він вважався першим процесором 3D-відеоефектів у реальному часі і прабатьком наступних DVE (цифрових відеоефектів) машин. У 1985 році Quantel випустила «Harry», першу повністю цифрову систему нелінійного редагування та композиції ефектів.

### Університет Осаки
У 1982 році в японському Осакському університеті розробили  LINKS-1 (Суперкомп'ютерну систему комп'ютерної графіки в Японії), суперкомп'ютер, який використовував до 257 Zilog Z8001 мікропроцесори, що використовувалися для рендерингу реалістичної 3D комп'ютерної графіки. За даними Товариства обробки інформації Японії: «Основою рендерингу 3D-зображень є обчислення яскравості кожного пікселя, що складає поверхню, яка рендериться, з визначеної точки зору, джерела світла та положення об'єкта. Система LINKS-1 була розроблена для реалізації методології візуалізації зображень, в якій кожен піксель може бути паралельно оброблений незалежно за допомогою трасування променів. Розробивши нову програмну методологію спеціально для високошвидкісного рендерингу зображень, LINKS-1 змогла швидко рендерити високореалістичні зображення». Він був «використаний для створення першого у світі 3D-відео планетарію всього неба, повністю зробленого за допомогою комп'ютерної графіки. Відео було представлено в павільйоні Fujitsu на Міжнародній виставці 1985 року в Цукуба.» LINKS-1 був найпотужнішим комп'ютером у світі станом на 1984 рік.

### 3D художні анімаційні фільми в Монреальському університеті
У 80-х роках Монреальський університет був на передовій комп'ютерної анімації з трьома успішними короткометражними 3D-анімаційними фільмами з 3D-персонажами.
У 1983 році Філіп Бержерон, Надія Магненат Тельман і Даніель Талманн зняли Політ мрії, який вважається першим 3D-фільмом, що розповідає історію. Фільм був повністю запрограмований за допомогою графічної мови MIRA, розширенням мови програмування Паскаль на основі абстрактних графічних типів даних. Фільм отримав кілька нагород і був показаний на SIGGRAPH '83 Film Show.
У 1985 році П'єр Лашапель, Філіп Бержерон, П'єр Робіду і Даніель Ланглуа зняли Тоні де Пелтрі, в якому був показаний перший анімований людський персонаж, що виражає емоції через міміку і рухи тіла, що зачепило почуття глядачів. Прем'єра Тоні де Пелтрі стала заключним фільмом фестивалю SIGGRAPH '85.
У 1987 році Інженерний інститут Канади відсвяткував своє 100-річчя. На площі Мистецтв у Монреалі було заплановано масштабний захід, спонсорами якого стали Bell Canada та Northern Telecom (тепер Nortel). Для цієї події Надія Магненат Тельман і Даніель Талманн зімітували зустріч Мерилін Монро і Гамфрі Боґартом в кафе старої частини Монреаля. Короткометражний фільм під назвою Рандеву в Монреалі був показаний на численних фестивалях і телеканалах по всьому світу.

### Sun Microsystems, Inc
Компанія Sun Microsystems була заснована в 1982 році Енді Бехтольшаймом разом з іншими аспірантами Стенфордського університету. Спочатку Бехтольшайм розробив комп'ютер SUN як персональну робочу станцію CAD для автоматизованого проєктування мережі Стенфордського університету (звідси й абревіатура «SUN»). Він був розроблений на базі процесора Motorola 68000 з операційною системою Unix і віртуальною пам'яттю, та як і SGI, мав вбудований кадровий буфер. Новітніші розробки включали комп'ютерні сервери та робочі станції, побудовані на власній RISC-архітектурі процесорів та наборі програмних продуктів, таких як операційна система Solaris та платформа Java. До 90-х років робочі станції Sun були популярні для рендерингу в 3D CGI-фільмах — наприклад, у фільмі Історія іграшок 1995 року від Disney-Pixar, використовувалася ферма рендерингу з 117 робочих станцій Sun. Sun була прихильником відкритої системи загалом і Unix зокрема, а також основним розробником програмного забезпечення з відкритим вихідним кодом.

### Національна рада Канади з питань кіно
Франкомовна анімаційна студія NFB заснувала свій Centre d'animatique у 1980 році, витративши на це 1 мільйон канадських доларів, із командою з шести фахівців з комп'ютерної графіки. Спочатку перед підрозділом було поставлено завдання створити стереоскопічні CGI-послідовності для 3-D IMAX фільму NFB Переходи для Експо 86. Серед співробітників Центру анімації був Даніель Ланглуа, який пішов у 1986 році, щоб заснувати Softimage.

### Перша система анімації для мовлення під ключ
Також у 1982 році японська компанія Nippon Univac Kaisha («NUK», пізніше об'єднана з Burroughs Corporation) випустила першу повну систему «під ключ», призначену спеціально для створення анімації стандарту мовлення, яка включала програмне забезпечення Витівки 2-D анімація, розроблене Аланом Кітчингом на основі його попередніх версій. Конфігурація базувалася на комп'ютері VAX-11, підключеному до Bosch 1-дюймовий VTR, через власний кадровий буфер NUK. Цей кадровий буфер також показував миттєві повтори анімованих векторних послідовностей у реальному часі («лінійний тест»), хоча готовий повнокольоровий запис зайняв би багато секунд на кадр. Повна система була успішно продана телерадіокомпаніям та анімаційним компаніям по всій Японії. Пізніше у 80-х роках Кітчінг розробив версії Antics для платформ SGI та Apple Mac, і вони отримали більш глобальне розповсюдження по всьому світу.

### Перше суцільне 3D CGI в кіно
Першим повнометражним художнім фільмом, що широко використовував суцільне 3D CGI, став фільм Волта Діснея Трон режисера Стівена Лісбергерга у 1982 році. Фільм відзначається як віха в індустрії, хоча насправді було використано менше двадцяти хвилин цієї анімації — в основному сцени, які показують цифрову «місцевість» або включають транспортні засоби, такі як  Light Cycle , танки і кораблі. Для створення CGI-сцен Дісней звернувся до чотирьох провідних фірм комп'ютерної графіки того часу: Information International, Inc. , Robert Abel and Associates (обидві в Каліфорнії), MAGI та Digital Effects (обидві в Нью-Йорку). Кожен працював над окремим аспектом фільму, без будь-якої особливої співпраці. Трон мав успіх у прокаті, зібравши 33 мільйони доларів при бюджеті 17 мільйонів доларів.
У 1984 році за Троном вийшов фільм Останній зоряний боєць, виробництва Universal Pictures / Lorimar , режисером якого був Нік Касл, який став одним з перших фільмів у кінематографі, що використовував велику кількість CGI для зображення численних зорельотів, оточення та бойових сцен. Це був великий крок вперед у порівнянні з іншими фільмами того часу, такими як Повернення джедая, які все ще використовували звичайні фізичні моделі. Комп'ютерну графіку для фільму розробив художник Рон Кобб , а рендеринг виконала Digital Productions на суперкомп'ютері Cray X-MP. Загалом було створено 27 хвилин готового CGI-матеріалу — на той час це вважалося величезною кількістю. Компанія підрахувала, що використання комп'ютерної анімації вимагало лише половини часу і від половини до третини вартості традиційних спецефектів. Фільм мав фінансовий успіх, заробивши понад $28 млн при бюджеті в $15 млн.

### Проміжний кадр та морфінг
Терміни проміжний кадр і морфінг часто використовуються як взаємозамінні і означають створення послідовності зображень, де одне зображення поступово перетворюється на інше, плавно, невеликими кроками. Графічно раннім прикладом може бути відома карикатура Шарля Філіпона 1831 року на французького короля Луї Філіпа, який перетворюється на грушу (метаморфоза). "Проміжний кадр" (також відомий як «анімація») — термін, спеціально винайдений для традиційної техніки анімації, перший приклад — у книзі Е. Г. Лутца «Анімаційні мультфільми» 1920 року. У комп'ютерній анімації проміжки використовувалися з самого початку (наприклад, Джон Вітні у 50-х роках, Чарльз Чурі і Масао Комура у 60-х). Ці новаторські приклади були векторними, складалися лише з контурних малюнків (як це було і в звичайній техніці анімації), і часто описувалися математично як "інтерполяція" . На початку 70-х з'явилися інтерполяції із суцільним заповненням кольорами (наприклад, «Витівки» Алана Кітчинґа в Atlas Lab , 1973, і La Faim Пітера Фолдса в NFBC, 1974), але вони все ще були повністю векторними.
Термін «морфінг» став актуальним лише наприкінці 80-х років, коли його почали застосовувати до комп'ютерної обробки фотографічних зображень — наприклад, для того, щоб одне обличчя плавно переходило в інше. Техніка використовує ґратки (або «сітки»), які накладаються на зображення, щоб окреслити форму ключових рис (очей, носа, рота тощо). Потім морфінг накладає одну сітку на іншу і використовує отриману сітку для спотворення зображення та одночасного розчинення однієї в іншій, зберігаючи тим самим цілісну внутрішню структуру. Таким чином, кілька різних цифрових технік об'єднуються в морфінгу. Комп'ютерне спотворення фотографічних зображень вперше було здійснене NASA в середині 1960-х років для вирівнювання супутникових зображень Landsat і Skylab. Текстурне мапування, яке накладає фотографічне зображення на тривимірну поверхню на іншому зображенні, було вперше визначено Джимом Блінном і Мартіном Ньюеллом у 1976 році. У статті 1980 року про геометричні перетворення Едвіном Кетмеллом та Елві Рей Смітом було представлено алгоритм викривлення сітки. Найперша повна демонстрація морфінгу відбулася на конференції SIGGRAPH 1982 року, де Том Брігхем з NYIT представив короткометражний фільм, в якому жінка перетворювалась, або «морфувала», в рись.
Першим кінематографічним фільмом, в якому було використано морфінг, став фентезі-фільм Рона Говарда 1988 року Віллоу, де головна героїня, Верба, за допомогою чарівної палички перетворюється на тварину, потім на іншу тварину, на ще одну тварину і, зрештою, на чаклунку.

### 3D накладання
За допомогою 3D CGI накладання фотореалістичних комп'ютерних моделей також може давати результати, подібні до морфінгу, хоча технічно це зовсім інший процес (але, тим не менш, його часто також називають «морфінгом»). Ранній приклад — фільм Нельсона Макса 1977 року «Вивертання сфери навиворіт». Першим повнометражним художнім фільмом, в якому було використано цю техніку, став фільм 1986 року Зоряний шлях 4: Подорож додому режисера Леонарда Німойа з візуальними ефектами компанії Джорджа Лукаса Industrial Light & Magic(ILM). У фільмі є епізод сну, де екіпаж подорожує в минуле, а зображення їхніх облич трансформуються одне в одне. Для його створення ILM застосувала нову технологію 3D сканування, розроблену компанією Cyberware для оцифрування голів акторів, і використала отримані дані для комп'ютерних моделей. Оскільки кожна модель голови мала однакову кількість ключових точок, перетворення одного персонажа в іншого було відносно простим.

### Безодня
У 1989 році вийшов на екрани підводний бойовик «Безодня» режисера Джеймса Кемерона. Це був один з перших кінофільмів, що включав фотореалістичні CGI, які були плавно інтегровані в сцени живої дії. П'ятихвилинна послідовність з анімованим щупальцем або «псевдоножкою» була створена компанією ILM, яка розробила програму для створення поверхневих хвиль різних розмірів і кінетичних властивостей для псевдоподій, включаючи відображення, заломлення і послідовність морфінгу. Хоча це коротке, але успішне поєднання CGI та живої дії широко вважається віхою у визначенні напрямку подальшого розвитку в цій галузі.

### Уолт Дісней і CAPS
Великий мишачий детектив (1986) був першим фільмом Дісней, в якому активно використовувалася комп'ютерна анімація, і цей факт застосовували для просування фільму під час маркетингу. CGI було використано під час двохвилинної кульмінаційної сцени на Біг-Бені, натхненної схожою кульмінаційною сценою у фільмі Хаяо Міядзакі «Замок Каліостро» (1979). «Великий мишачий детектив», в свою чергу, проклав шлях до Ренесансу Діснея.
Наприкінці 1980-х років відбулася ще одна віха в комп'ютерній анімації, цього разу у 2D: розробка компанією Дісней «Системи створення комп’ютерної анімації», відомої як «CAPS/ink & paint». Це була спеціальна колекція програмного забезпечення, сканерів і мережевих робочих станцій, розроблена The Walt Disney Company у співпраці з Pixar. Її метою була комп'ютеризація процесів створення чорнила і фарби та пост-продакшену традиційних анімаційних фільмів, що дозволило б зробити пост-продакшн ефективнішим і складнішим, зробивши практику ручного розфарбовування клітинок застарілою. Малюнки аніматорів і фонові малюнки скануються в комп'ютер, а от анімаційні малюнки наносяться чорнилом і розфарбовуються цифровими художниками. Потім малюнки і фон поєднуються за допомогою програмного забезпечення, яке дозволяє рухати камеру, застосовувати ефекти багатоплоної камери та інші техніки, включаючи композицію з матеріалом 3D-зображень. Вперше система була використана в художньому фільмі Русалонька (1989), для сцени «прощальної веселки» наприкінці, але перше повномасштабне використання відбулося в мультфільмі «Рятувальники. Операція Австралія» (1990), який, таким чином, став першим традиційно анімаційним фільмом, повністю створеним на комп'ютері — або навіть першим на 100 % цифровим повнометражним художнім фільмом будь-якого типу, коли-небудь створеним.

## Програмне забезпечення для 3D анімації у 1980-х роках

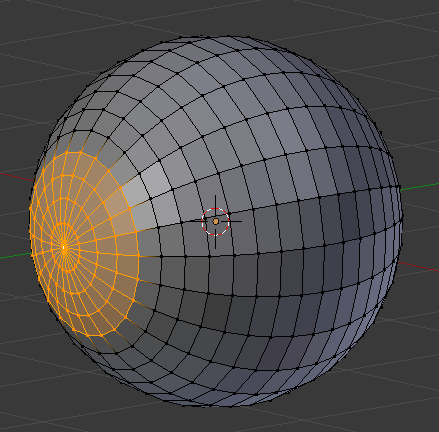
BlenderCyclesProceduralEyeballInner1

У 1980-х роках з'явилося багато нових комерційних програмних продуктів:
- 1982: Autodesk Inc була заснована в Каліфорнії Джоном Вокером[en], з акцентом на програмне забезпечення для проектування на ПК, з їх флагманським пакетом CAD  AutoCAD. У 1986 році першим пакетом анімації Autodesk став AutoFlix для використання з AutoCAD. Першим повноцінним програмним забезпеченням для 3D-анімації стала «3D Studio» для DOS у 1990 році, яка була розроблена за ліцензією Гарі Йоста[en] з The Yost Group.[113][114]
- 1983: Корпорація Alias Systems[en] була заснована в Торонто, Канада, Стівеном Бінгемом та іншими з метою розробки промислового та розважального програмного забезпечення для робочих станцій SGI. Їх першим продуктом був Alias-1, який було випущено у 1985 році. У 1989 році Alias було обрано для анімації псевдоподій у фільмі Джеймсв Кумурона «Безодня», що принесло програмному забезпеченню широке визнання у сфері кіноанімації. У 1990 році це перетворилося на PowerAnimator[en], більш відомий просто як Alias.[115]
- 1984: Wavefront була заснована Біллом Ковачем[en] та іншими в Каліфорнії для виробництва комп'ютерної графіки для кіно і телебачення, а також для розробки і продажу власного програмного забезпечення на базі обладнання SGI. Wavefront розробила свій перший продукт, Preview, протягом першого року діяльності. Виробничий відділ компанії допоміг налаштувати програмне забезпечення, використовуючи його в комерційних проектах, створюючи початкову графіку для телевізійних програм. У 1988 році компанія представила Персональний візуалізатор.[116][117]
- 1984: TDI (Thomson Digital Image) була створена у Франції як дочірня компанія авіасимулятора Thomson-CSF для розробки та комерціалізації власної 3D-системи «Explore», вперше випущеної в 1986 році.
- 1984: Sogitec Audiovisuel, підрозділ Sogitec avionics у Франції, заснований Ксав'є Ніколя для виробництва комп'ютерних анімаційних фільмів, використовуючи власне 3D програмне забезпечення, розроблене з 1981 року Клодом Мечуламом та іншими співробітниками Sogitec.[118]
- 1986: Softimage[en] була заснована режисером Національної ради з питань кіно Канади Даніелем Ланглуа в Монреалі. Її перший продукт називався Softimage Creative Environment і був представлений на виставці SIGGRAPH '88. Вперше всі 3D-процеси (моделювання, анімація та рендеринг) були інтегровані. Creative Environment (згодом, у 1988 році, відома як Softimage 3D[en]) стала стандартним рішенням для анімації в індустрії.[119]
- 1987: Side Effects Software була заснована Кімом Девідсоном і Грегом Германовичем у Торонто, Канада, як виробнича/програмна компанія, заснована на пакеті 3D-анімації під назвою PRISMS, який вони придбали у свого колишнього роботодавця Omnibus. Side Effects Software перетворила цей продукт для моделювання процедур і руху на висококласне, тісно інтегроване програмне забезпечення для 2D/3D анімації, яке включало в себе низку технологічних проривів.[120]
- 1989: компанії TDI та Sogitec були об'єднані для створення нової компанії ExMachina.

## Ранні 3D-анімації в кіно
Перше використання тривимірних каркасних зображень у масовому кінематографі відбулося у продовженні фільму «Дикий Захід», Futureworld (1976), режисером якого був Річард Т. Хеффрон. У фільмі були використані комп'ютерні руки та обличчя, створені тодішніми аспірантами Університету Юти: Едвіном Кетмеллом та Фредом Парке, які спочатку з'явилися в їхній експериментальній короткометражці 1972 року «Комп'ютерна анімація рук». У цьому ж фільмі також були використані фрагменти експериментальної короткометражки 1974 року Обличчя і частини тіла. Оскароносний короткометражний анімаційний фільм 1975 року Great, що розповідає про життя вікторіанського інженера Ісамбарда Кіндома Брунеля, містить коротку послідовність обертової каркасної моделі фінального проекту Брюнеля — залізного пароплава SS Great Eastern.
Третім фільмом, у якому було використано цю технологію, стали Зоряні війни: Нова надія (1977), сценариста і режисера Джорджа Лукаса, у якому каркасні зображення були використані у сценах з планами Зірки Смерті, комп'ютерами наведення винищувачів X-крило та космічним кораблем Тисячолітній сокіл.
У фільмі Walt Disney Чорна діра (1979, режисер Гері Нельсон) використовувався каркасний рендеринг для зображення титульної чорної діри за допомогою обладнання інженерів Діснея. Того ж року у науково-фантастичному фільмі жахів Чужий режисера Рідлі Скотта також використали каркасну графіку, цього разу для візуалізації навігаційних моніторів у космічному кораблі. Відзнятий матеріал був створений Коліном Емметом у комп'ютерній лабораторії Atlas.